# Faye-la-Vineuse
Faye-la-Vineuse è un comune francese di 311 abitanti situato nel dipartimento dell'Indre e Loira nella regione del Centro-Valle della Loira.

## Società

### Evoluzione demografica
Abitanti censiti